# Прямой переулок (Пушкин)

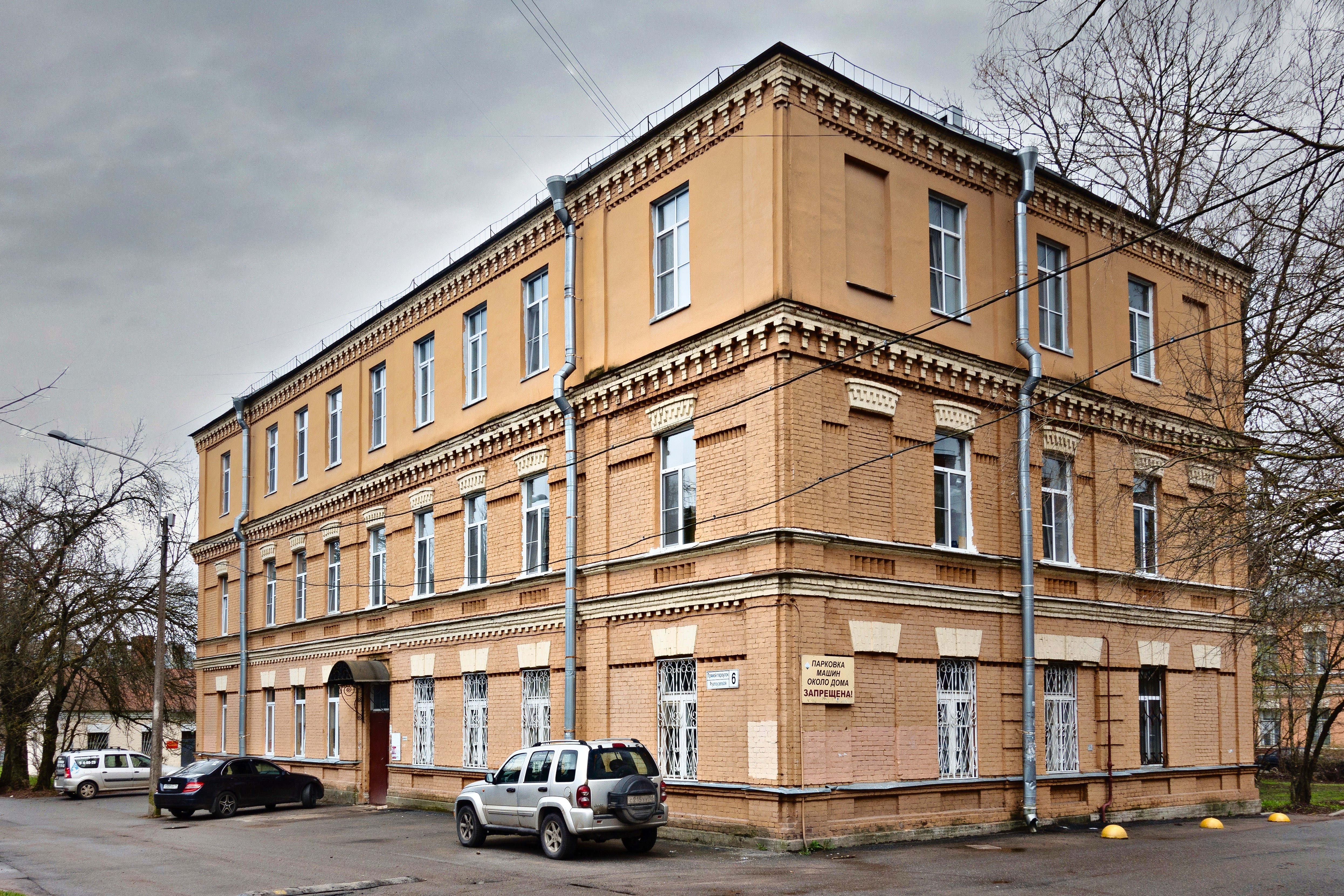
Казарма Офицерской артиллерийской школы

Прямо́й переулок — переулок в городе Пушкине (Пушкинский район Санкт-Петербурга). Проходит от улицы Радищева до Кадетского бульвара.

## История
Первоначально именовался Артиллери́йским переулком, как и параллельная Артиллерийская улица. Такое название у переулка появилось в 1830-х годах и было связано с тем, что в доме 6 находились казармы Офицерской артиллерийской школы стрельбы.
В Прямой переулок переименовали 23 апреля 1923 года одновременно с переименованием Сапёрной улицы в улицу Красной Артиллерии.

## Застройка
Дом 6 — здание казармы Офицерской артиллерийской школы. Построено в 1905 году. 
На нечётной стороне нумерация идет в обратную сторону. При движении от улицы Радищева сперва идёт дом № 3 (на углу с Радищева, 1972 г. п.), затем — № 1 (1961 г. п.).